# Hiroshi Kaneko

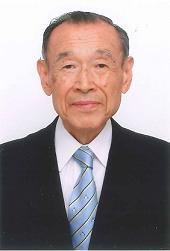
Hiroshi Kaneko

Hiroshi Kaneko (japanisch 金子 宏; geb. 13. November 1930 in der Präfektur Nagano; gest. 23. August 2022) war ein japanischer Jurist mit dem Schwerpunkt Steuerrecht.

## Leben und Werk
Hiroshi Kaneko machte seinen Studienabschluss an der Juristischen Fakultät der Universität Tōkyō. 1953 wurde er Assistent, 1956 Assistenzprofessor und 1966 Professor an seiner Alma Mater. Bei seinem Ausscheiden 1991 wurde er als „Meiyo Kyōju“ geehrt. Anschließend war er Professor an der Universität Yokohama, ab 1996 an der Gakushuin-Universität, 2001 zunächst Lektor, dann Professor an der „Ostasien-Universität“ (東亜大学, Tō-A daigaku). Er war der erste Vorsitzende der „Gesellschaft für Steurerechtslehre“ (租税法学会, Sozeihō gakkai) und Fachmitglied der „Kommission für das Steuerwesen“ (税制調査会専, Zeisei chōsakai).
2012 wurde Kaneko als Person mit besonderen kulturellen Verdiensten geehrt und 2018 mit dem Kulturorden ausgezeichnet.
Zu Kanekos Schriften gehören „Steuerrecht“ (租税法, Sozeihō) aus dem Jahr 1976, das „Gesetz und politische Maßnahmen zur Einkommensteuer“ (所得課税の法と政策, shotoku kazei no hō to seisaku) 1996 und „Gestaltung und Erläuterung des Steuerrechts“(租税法理論の形成と解明, Sozeihō riron no keisei to kaimei), 2 Bände, 2010.